# 紅腿蛙
紅腿蛙（学名：Rana aurora）是受保護的青蛙，分佈在加利福尼亞州北部至英屬哥倫比亞的沿岸地區。紅腿蛙的皮膚潤滑及腰很纖幼。牠們會在靜止的水面產卵，並會聚集在產卵的地方，很少會出現在較遠的地方。
紅腿蛙可以長達8厘米。牠們的面部呈深色，下頜有一條淺色斑紋。牠們的腳長而強壯，很適合跳躍。馬克·吐温（Mark Twain）曾將牠的近親加州紅腿蛙當作是牠們。不過，加州紅腿蛙主要分佈在加利福尼亞州馬林縣至下加利福尼亞州。紅腿蛙與加州紅腿蛙其實在基因上是完全不同的物種，在一些分類系統中，會將紅腿蛙看為一個亞種，學名Rana aurora aurora。

## 分佈
紅腿蛙分佈在加利福尼亞州門多西諾縣以北至俄勒岡州的沿岸地區。雖然牠們主要分佈在加利福尼亞州的山區，但在海拔1200米以上的地區則甚少出現。在喀斯喀特山脈南部很少發現牠們。牠們在馬林縣及索諾馬縣與加州紅腿蛙逐漸合一，最南曾於聖馬特奧縣出現。

## 習性
池塘或沼地靜止的水是紅腿蛙繁殖的重要因素。牠們很多時會逗留在水中，及喜歡生活在佈滿植物的岸邊。紅腿蛙需要環境的保護，因為牠們會被不同的魚類、蛇、鳥類、哺乳動物及甚至一些兩棲類所獵殺。當牠們感到有威脅時，牠們會很快的鑽入1米水深或底棲帶，以保障安全。
成年紅腿蛙會在完成繁殖後離開池塘，並遷徙至1.5公里遠處或濱河區附近。位處於北方的紅腿蛙會冬眠。幼蛙會於較後的時間離開出生的池塘，但亦會在濱河區尋找保障，並準備於夏天遷徙至約1.5公里遠處。
成熟的紅腿蛙會捕食陸地上的昆蟲，以及細小的蝸牛及甲殼類。牠們亦會吃蠕蟲、蝌蚪、細小的魚類及甚至其他細小品種的青蛙。紅腿蛙的幼體是完全草食性的。

## 繁殖
雄性紅腿蛙及雌蛙會於10月初到達繁殖位點，隨著緯度、降雨量及溫度而可能遲至1月才到達。牠們一般會在氣溫5.6-6.7℃以上進行繁殖。雄蛙會保護自己的領土，很多活動都是在夜間進行。在加利福尼亞州，紅腿蛙正式的求偶行為會於1月開始，而北方地區則於3月出現。繁殖季節會於7月完結。
雌蛙每季會產200-1100顆卵，並將卵附在水中植物或枯木上。卵簇的直徑闊10厘米，在水中會形成不規則形狀。在39-45天後卵會孵化，蝌蚪約需80天完成變態。
雌蛙會在密林淺水的地方產卵，最深曾在500厘米水深處發現蛙卵。繁殖的地方可以是永久或臨時的，並在氾濫前完成變態。

## 外部連結
- Identification and habitat of the Northern red-legged Frog （页面存档备份，存于）
- Rana aurora